# United4Rescue – Gemeinsam Retten
United4Rescue – Gemeinsam Retten e. V. ist ein deutscher Verein zur Unterstützung der zivilen Seenotrettung von Menschen im Mittelmeer. Dabei unterstützt und ermöglicht der Verein den Kauf und Umbau von Rettungsschiffen, die Anschaffung von Ausrüstung und die Finanzierung von Einsatzkosten. Er wird von einem großen Bündnis aus zahlreichen zivilgesellschaftlichen Organisationen unterstützt.
United4Rescue hat seit Gründung 2019 maßgeblich bei dem Kauf der vier Rettungsschiffe (Humanity 1, Sea-Eye 4, Sea-Watch 5 und Sea-Eye 5) unterstützt. Neben der Förderung dieser vier Bündnisschiffe und weiterer Organisationen der zivilen Seenotrettung auf dem Mittelmeer, vergibt der Verein auch akute Nothilfen für lebensrettende Projekte entlang der gesamten EU-Außengrenze, wie an der polnisch-belarussischen Grenze, auf der Balkanroute, am Ärmelkanal oder in Griechenland.

## Vereinsgründung
Die Gründung von United4Rescue im November 2019 geht auf eine Resolution beim Evangelischen Kirchentag im Juni 2019 zurück. Dort wurde die Entsendung eines Rettungsschiffes der Evangelischen Kirche in Deutschland ins Mittelmeer gefordert und etwa 40.000 Unterstützende mobilisiert. Die Evangelische Kirche beschloss daraufhin, sich mit anderen Nichtregierungsorganisationen für den Kauf eines Rettungsschiffs zu engagieren, welches Flüchtende im Mittelmeer rettet.
Auch der Satz „Man lässt keine Menschen ertrinken. Punkt.“ stammt vom Evangelischen Kirchentag 2019. Er war Teil der Abschlusspredigt von Sandra Bils und ist das Leitmotiv des Vereins.

## United4Rescue – Verein und Bündnis
United4Rescue – Gemeinsam Retten e. V. ist ein unabhängiger und gemeinnütziger Verein. Er steht hinter dem gleichnamigen Bündnis mit fast tausend Organisationen, das die breite gesellschaftliche Unterstützung für zivile Seenotrettung sichtbar macht. Zivile Seenotrettungsorganisationen wie Sea-Watch, SOS Humanity und Sea-Eye sind dabei enge Partner.
Der 2019 gegründete Verein sammelt mithilfe des Bündnisses, Spender und Fördermitgliedern Spenden, um gezielt Hilfsprojekte im Mittelmeer und vereinzelt an den EU-Außengrenzen zu fördern. Der Verein hat 11 Mitglieder, die sich bereits seit Langem für die zivile Seenotrettung einsetzen. Die Geschäftsstelle des Vereins verantwortet das operative Geschäft: Projektbegleitung, Kampagnenarbeit, Fundraising, Öffentlichkeitsarbeit, Bündnisbetreuung. Zusammen mit delegierten Vereinsmitgliedern entscheidet die Geschäftsstelle über die Vergabe von Fördermitteln.
Seit September 2022 ist United4Rescue – gemeinsam retten e. V. Trägerverein des Projekts Moving Cities. Moving Cities stellt online europäische Städte und Netzwerke vor, die sich beispielhaft für eine solidarische Migrationspolitik einsetzen. Das Projekt wird vollständig von der Robert Bosch Stiftung und der Rosa-Luxemburg-Stiftung gefördert und ist finanziell eigenständig und unabhängig.

### Das Bündnis United4Rescue
Bei Gründung 2019 bestand das Bündnis überwiegend aus kirchlichen Organisationen. Schnell schlossen sich zahlreiche zivilgesellschaftliche Institutionen an: Heute sind Organisationen wie beispielsweise ProAsyl, Campact, Ärzte ohne Grenzen, der DGB ebenso Teil des Bündnisses wie Beratungsstellen, Kitas oder Unternehmen. Vom Start mit 150 Organisationen ist das Bündnis mittlerweile auf fast tausend Bündnispartner angewachsen. Das Bündnis setzt sich in der Öffentlichkeit für die zivile Seenotrettung ein und will die breite gesellschaftliche Unterstützung der zivilen Seenotrettung sichtbar machen. Viele Bündnispartner spenden, organisieren Infoabende, Diskussionsrunden und kreative Spendensammelaktionen oder werben weitere Bündnispartner. Das Bündnis steht hinter den vier Forderungen:
1. Pflicht zur Seenotrettung
2. keine Kriminalisierung
3. faire Asylverfahren
4. sichere Häfen ermöglichen.[9]

### Die vier Bündnisschiffe von United4Rescue
Als Förderverein unterstützte United4Rescue bisher den Kauf von vier Rettungsschiffen in Kooperationen mit verschiedenen Rettungsorganisationen. Unter dem Stichwort „Wir schicken ein Schiff“ wurde die Poseidon, ein ehemaliges Forschungsschiff des Geomar Helmholtz-Zentrums für Ozeanforschung am 31. Januar 2020 ersteigert und der Organisation Sea-Watch übergeben, die das Schiff unter dem Namen Sea-Watch 4 powered bei United4Rescue zwei Jahre lang betrieb. Dieses Schiff wurde 2022 an die Seenotrettungsorganisation SOS Humanity übergeben und fährt seitdem unter dem Namen Humanity 1. Ende 2020 beteiligte sich United4Rescue mit 434.000 Euro am Kauf der Sea-Eye 4 (Jahresbericht 2020). 2023 unterstützte der Verein den Kauf der Sea-Watch 5 mit 200.000 Euro. 2024 wurde die Sea-Eye 5, ehemals ein Rettungsboot der DGzRS, als kleineres und schnelleres Rettungsboot in Kooperation mit der Rettungsorganisation Sea-Eye für 465.000 Euro gekauft.

### Förderkriterien von United4Rescue
In der Vereinssatzung ist festgehalten, dass grundsätzlich nur Projekte gefördert werden können, die dem Zweck dienen, Menschenleben aus Lebensgefahr zu retten oder Hilfe für politisch, rassistisch oder religiös Verfolgte, für Flüchtlinge und Vertriebene bereitstellen.
Der Förderschwerpunkt liegt dabei auf der Unterstützung ziviler Seenotrettung im Mittelmeer. Damit werden hauptsächlich die Finanzierung von Schiffen und Rettungseinsätzen, die Beschaffung von notwendigen Rettungsmitteln, Verpflegung und Ausrüstung, die Kosten für Reparaturen, Umbauten und Werftaufenthalte finanziert. Vereinzelt fördert United4Rescue auch Hilfsprojekte an Land.
Projektförderungen werden stets anhand folgender Förderkriterien entschieden:
- Lebensgefahr: Rettung von Menschen in lebensbedrohlichen Situationen
- Dringlichkeit: Akute finanzielle Engpässe bei Projekte, die beitragen, Menschenleben retten.
- Professionalität: Projekte, die umsichtig und effektiv geplant und durchgeführt werden. Dazu zählt neben dem Einsatzkonzept eine realistische, nachhaltige Finanzplanung, die z. B. die Betriebskosten eines Rettungsschiffs nach Kauf gewährleistet.
- Anteilige Unterstützung: Die Gesamtfinanzierung eines Projekts muss mit allen Kosten, Eigenmitteln und Ko-Förderungen im Förderantrag abgebildet sein. United4Rescue fördert Projekte nur anteilig und übernimmt keine Gesamtkosten von Projekten.
- Außenkommunikation: Geförderte Projekte werden öffentlich präsentiert, um von der Arbeit berichten und weitere Projekte fördern zu können.

## Staatliche Unterstützung ziviler Seenotrettung
Im November 2022 beschloss der Haushaltsausschuss des Bundestags, die zivile Seenotrettung mit jeweils 2 Millionen Euro pro Jahr auf vier Jahre zu unterstützen. Damit fördert eine deutsche Regierung erstmalig die zivile Seenotrettung finanziell.
Nach einigen Gesprächen zu einer potenziellen Kooperation mit United4Rescue als Fördervergabe-Organisation entschied sich das Auswärtige Amt im Sommer 2023, die Geldvergabe selbst zu koordinieren.

## Rezeption
Die Gründung von United4Rescue wurde von einer kontroversen öffentlichen Debatte begleitet.
In einer Kolumne meinte der Journalist Ulrich Reitz im Focus, dass die kirchliche Initiative in einer moralischen Grauzone sei. Er kommentierte im August 2020, dass sich die evangelische Kirche nicht um die Folgelasten ihrer Aktion kümmere. Weder um die Kosten, die sozialen Folgen, noch um die Integrationslasten, die auf die Rettungen folgten. Reitz sah einen Angriff auf Europas Regierungen durch die kirchliche Initiative und merkte an, dass die Regierungen sich immer darauf zurückziehen könnten, schließlich von den Wählern ein Mandat erhalten zu haben, keine weiteren Flüchtlinge aufzunehmen.
Frank Mathwig, Theologe und Ethiker an der Universität Bern, begrüßte wiederum das Engagement der Kirche als ein „mehr als ehrenwertes und unterstützungswürdiges ethisches Programm“. Die Rettung von Menschenleben gehöre „zum Kern des biblisch begründeten kirchlichen Selbstverständnisses“.
Hamburgs Zweite Bürgermeisterin Katharina Fegebank und Palermos Bürgermeister Leoluca Orlando äußerten Unterstützung für die Forderung des Bündnisses, dass europäische Kommunen nach eigenem Ermessen zusätzliche Flüchtlinge aufnehmen dürfen sollten, eine Entscheidung, die bisher nur von den nationalen Regierungen getroffen werden kann.
Heinrich Bedford-Strohm, Ratsvorsitzender der Evangelischen Kirche in Deutschland, erhielt im Zusammenhang mit dem Engagement für Seenotrettung Morddrohungen. Er verteidigte sich gegen Vorwürfe, das habe „nichts mit politischem Aktivismus zu tun, sondern mit dem Kern christlichen Glaubens und Handelns“.